# Governador Lacerda de Aguiar
Governador Lacerda de Aguiar é um distrito do município de Água Doce do Norte, no Espírito Santo . O distrito possui  cerca de 3 000 habitantes e está situado na região sul do município .